# Grooca coorgensis
Grooca coorgensis is een vliesvleugelig insect uit de familie van de Pteromalidae. De wetenschappelijke naam werd voor het eerst geldig gepubliceerd in 1995 door Sureshan & Narendran.